# Puntate di Techetechete' (sesta stagione)
La sesta stagione del programma televisivo italiano di videoframmenti Techetechete', composta da 20 puntate, è andata in onda in access prime time su Rai 1 dall'8 gennaio al 14 maggio 2017.

## Caratteristiche
La sesta stagione del programma non ha un sottotitolo specifico e per la prima volta va in onda tra l'inverno e la primavera una volta alla settimana, di domenica: ciascuna puntata è incentrata su un tema principale riguardante un programma televisivo, un artista o una coppia di cantanti della musica italiana e internazionale.

## Puntate
| Puntata | Messa in onda | Titolo                                           | Personaggio/i Tema principale | Telespettatori | Share  | Fonte  |
| ------- | ------------- | ------------------------------------------------ | ----------------------------- | -------------- | ------ | ------ |
| 1       | 8 gennaio     | Pino Daniele - Note d'amore                      | Pino Daniele                  | 4.562.000      | 16,23% | [ 1 ]  |
| 2       | 15 gennaio    | Pavarotti - La voce dell'amore                   | Luciano Pavarotti             | 4.606.000      | 16,51% | [ 2 ]  |
| 3       | 22 gennaio    | Il sogno americano                               | Stati Uniti d'America         | 4.198.000      | 15,77% | [ 3 ]  |
| 4       | 29 gennaio    | Luigi Tenco e Dalida - Amore e altre storie      | Luigi Tenco Dalida            | 4.392.000      | 16,32% | [ 4 ]  |
| 5       | 5 febbraio    | Sanremo - La più grande festa d'Italia           | Festival di Sanremo           | 4.501.000      | 16,11% | [ 5 ]  |
| 6       | 12 febbraio   | Mina - L'amore nel cuore                         | Mina                          | 4.704.000      | 16,78% | [ 6 ]  |
| 7       | 18 febbraio   | Complessi d'amore                                | Gruppi musicali               | 3.716.000      | 15,65% | [ 7 ]  |
| 8       | 19 febbraio   | Ballando con le stelle - Sensualità e passione   | Ballando con le stelle        | 4.489.000      | 16,51% | [ 8 ]  |
| 9       | 26 febbraio   | Gianni Morandi Forever                           | Gianni Morandi                | 4.482.000      | 16,66% | [ 9 ]  |
| 10      | 5 marzo       | Brividi di cuore                                 | Lucio Dalla                   | 5.219.000      | 19,37% | [ 10 ] |
| 11      | 12 marzo      | Carramba che... Carrà!                           | Raffaella Carrà               | 4.484.000      | 17,43% | [ 11 ] |
| 12      | 19 marzo      | Tu sì 'na cosa grande                            | Domenico Modugno              | 4.289.000      | 16,88% | [ 12 ] |
| 13      | 26 marzo      | Ornella e Gino - Raccontiamoci                   | Ornella Vanoni Gino Paoli     | 3.413.000      | 13,34% | [ 13 ] |
| 14      | 2 aprile      | Sensazioni d'amore                               | Lucio Battisti                | 4.401.000      | 16,45% | [ 14 ] |
| 15      | 9 aprile      | Rita e Teddy - Una storia meravigliosa           | Rita Pavone Teddy Reno        | 3.471.000      | 14,18% | [ 15 ] |
| 16      | 16 aprile     | Totò - La felicità                               | Totò                          | 4.491.000      | 21,83% | [ 16 ] |
| 17      | 23 aprile     | Gianni Boncompagni - Una vita ad alto gradimento | Gianni Boncompagni            | 3.601.000      | 15,23% | [ 17 ] |
| 18      | 30 aprile     | Beatles - I love you                             | The Beatles                   | 3.056.000      | 14,05% | [ 18 ] |
| 19      | 7 maggio      | Fortemente Mia                                   | Mia Martini                   | 3.861.000      | 15,66% | [ 19 ] |
| 20      | 14 maggio     | Io sono qui                                      | Claudio Baglioni              | 3.201.000      | 13,92% | [ 20 ] |